# Celeirón (Maceda)
Celeirón es un lugar español situado en la parroquia de Asadur, del municipio de Maceda, en la provincia de Orense, Galicia.

## Demografía
| Gráfica de evolución demográfica de Celeirón entre 2000 y 2022 |
|                                                                |
| Datos según el nomenclátor publicado por el INE.               |